# Флатос, Солрун
Солрун Флатос Риснес (норв. Solrun Flatås Risnes, род. 28 августа 1967, Тюнсет, Хедмарк) — норвежская шоссейная велогонщица. 

## Карьера
Флатос начала заниматься велоспортом только в 27 лет, после чего стала одной из лучших в Норвегии. В активные годы женская сборная Норвегии была одной из лучших в мире. Солрун Флатос участвовала в летних Олимпийских играх 2000 года в Сиднее, где заняла 20-е место в индивидуальной и 38-е место в групповой гонке.
На чемпионате мира 2000 года во Франции Солрун Флатос заняла 4-е место в индивидуальной гонке, что стало лучшим выступлением среди норвежских гонщиц на чемпионате мира в этой дисциплине. Она приняла участие в пяти чемпионатах мира, и это 4-е место было её лучшим результатом.
Флатос — трёхкратная чемпионка Норвегии в индивидуальной гонке, а в командной гонке в 2004 году заняла 3-е место.
Флатос закончила активную велосипедную карьеру после того, как стала матерью дочери по имени Эмма, которая родилась в сентябре 2003 года, а в 2005 году у неё родилась ещё одна дочь, Йоханна. Тем не менее, и после этого она принимала участие в различных соревнованиях, в том числе в чемпионате Норвегии по шоссейному велоспорту 2007 года, где заняла 3-е место.

## Достижения
1999
 Чемпионат Норвегии — индивидуальная гонка
2-я на Чемпионате Норвегии — групповая гонка
2000
2-я на Чемпионате Норвегии — индивидуальная гонка
3-я на Туре Тюрингии
4-я на Чемпионате мира — индивидуальная гонка
2001
 Чемпионат Норвегии — индивидуальная гонка
4-й этап Тура Бретани
2-я на Гран-при Наций]
3-я на Туре Бретани
2002
 Чемпионат Норвегии — индивидуальная гонка
5-й этап Холланд Ледис Тур
2007
3-я на Чемпионат Норвегии — групповая гонка